# 1540-es évek
Évszázadok: 15. század · 16. század · 17. század
Évtizedek: 1490-es évek · 1500-as évek · 1510-es évek · 1520-as évek · 1530-as évek · 1540-es évek · 1550-es évek · 1560-as évek · 1570-es évek · 1580-as évek · 1590-es évek
Évek: 1540 · 1541 · 1542 · 1543 · 1544 · 1545 · 1546 · 1547 · 1548 · 1549

## Háború és politika
- I. Szulejmán szultán csellel elfoglalja Buda várát

## A világ vezetői
- I. Ferdinánd (Magyar Királyság)  (1526–1564† )
- Szapolyai János (Magyar Királyság) (1526–1540† )
- Fráter György (Erdélyi Fejedelemség) (1540–1551)
- Nagy Szulejmán, akinek uralkodása idején az Oszmán Birodalom virágzásának tetőfokán volt